# Université de l'École d'art et de design de l'Ontario
L’Université de l’École d’art et de design de l’Ontario, ou l’Université de l’EADO (OCAD University, abrégé en OCAD U ou en OCAD) est l'institution d'enseignement supérieur la plus ancienne du Canada dans le domaine de l'art et du design. Fondé en 1876 sous le nom de Ontario School of Art, il se situe à Toronto au sud du musée des beaux-arts de l'Ontario, dans l’environ de la McCaul Street entre les rues Dundas et Richmond. Il adopta le nom de Ontario College of Art en 1912 jusqu'en 1996, puis le nom de Ontario College of Art & Design jusqu’en 2010, où il prit son nom actuel.
En 2011, l’université dirigé par Sara Diamond (en) compte environ 4000 étudiants et 200 enseignants.
De nombreuses personnalités du monde canadien des arts sont d'anciens élèves de l’université.

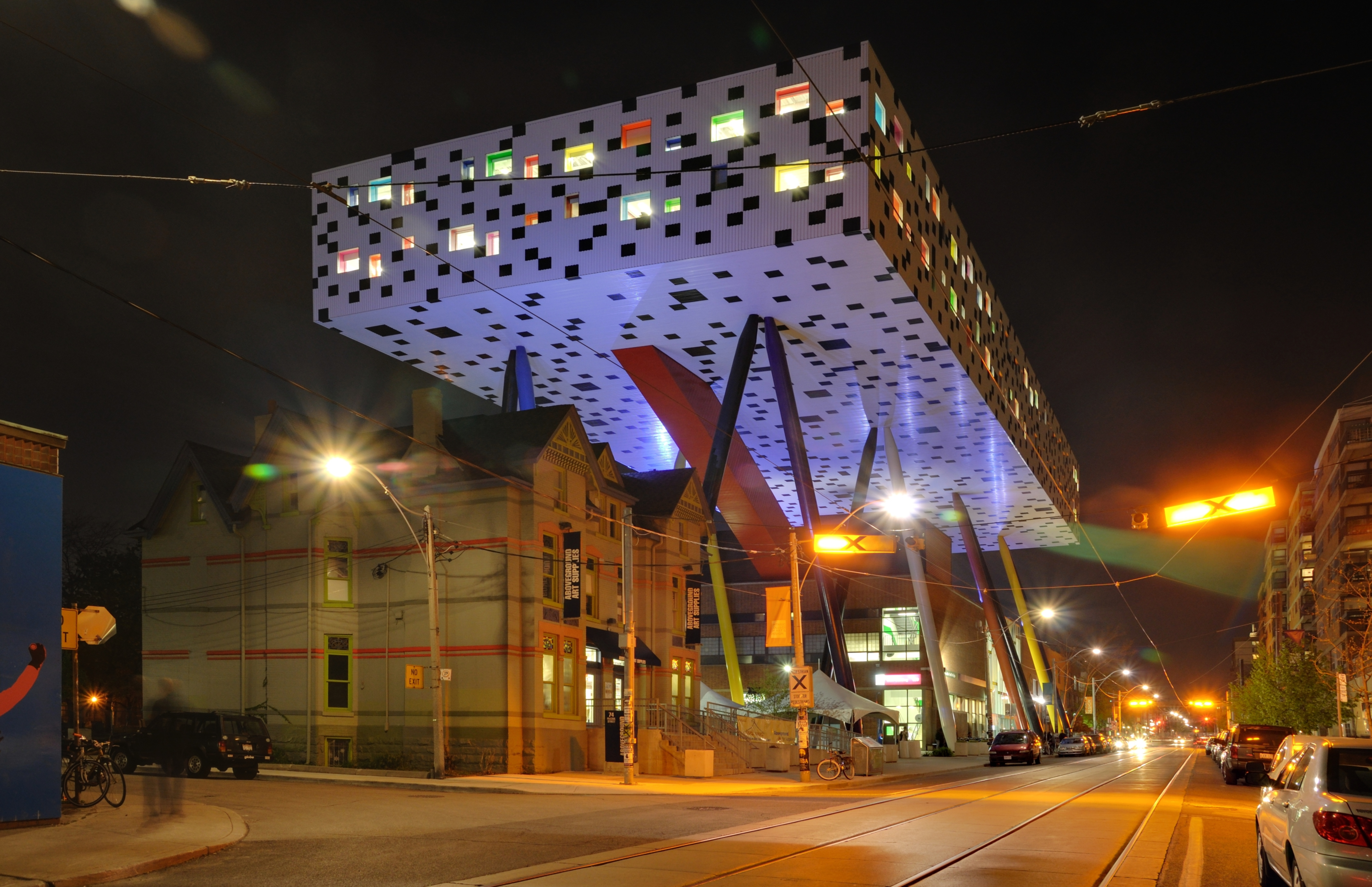
Le Sharp Centre for Design à l'Université de l’EADO

## Enseignants notables
- Stuart Candy
- Arthur Lismer
- Fatimah Tuggar

## Étudiants notables
- George Dunning
- Seth
- Rachel Hayward
- Clark Johnson
- Evelyn Lambart
- Floria Sigismondi
- Claude A. Simard
- Michael Snow
- Rirkrit Tiravanija
- Dick Wilson
- Elizabeth Wyn Wood